# Черкасское Поречное
Черкасское Поречное — село в Суджанском районе Курской области. Административный центр Пореченского сельсовета.

## География
Село находится на реке Суджа и её притоке Донец, в 15,5 км от российско-украинской границы, в 76 км к юго-западу от Курска, в 14 км к северо-востоку от районного центра — города Суджа.
Улицы
В селе расположены следующие улицы: Батовщина, Выгонок-1, Выгонок-2, Гора, Кочерга, Кравцовщина, Низ, Центральная, Череповка, Шелехова.
Климат
Черкасское Поречное, как и весь район, расположено в поясе умеренно континентального климата с тёплым летом и относительно тёплой зимой (Dfb в классификации Кёппена).
| Показатель                                                                   | Янв. | Фев. | Март | Апр. | Май  | Июнь | Июль | Авг. | Сен. | Окт. | Нояб. | Дек. | Год  |
| ---------------------------------------------------------------------------- | ---- | ---- | ---- | ---- | ---- | ---- | ---- | ---- | ---- | ---- | ----- | ---- | ---- |
| Средний суточный максимум, °C                                                | −3,6 | −2,4 | 3,6  | 13,5 | 19,7 | 23   | 25,5 | 24,9 | 18,5 | 11   | 3,8   | −0,7 | 11,4 |
| Средняя температура, °C                                                      | −5,6 | −5   | −0,1 | 8,6  | 15,1 | 18,7 | 21,1 | 20,3 | 14,3 | 7,6  | 1,6   | −2,7 | 7,8  |
| Средний суточный минимум, °C                                                 | −8,1 | −8,2 | −4,2 | 3,1  | 9,4  | 13,3 | 16,1 | 15,1 | 10   | 4,2  | −0,7  | −4,9 | 3,8  |
| Норма осадков, мм                                                            | 50   | 43   | 48   | 49   | 62   | 68   | 73   | 51   | 55   | 55   | 46    | 48   | 648  |
| Источник: Погода по месяцам c ru.climate-data.org(дата обращения: Июль 2021) |      |      |      |      |      |      |      |      |      |      |       |      |      |

## Население
| 2002 | 2010 |
| ---- | ---- |
| 884  | ↘768 |

## Инфраструктура
Личное подсобное хозяйство. Общеобразовательная школа. В селе 394 дома.

## Транспорт
Черкасское Поречное находится в 4 км от автодороги регионального значения 38К-004 (Дьяконово — Суджа — граница с Украиной), в 6,5 км от автодороги 38К-024 (Льгов — Суджа), на автодороге межмуниципального значения 38Н-070 (38К-004 — Киреевка), в 4,5 км от автодороги 38Н-071 (38Н-070 — 38К-024), на автодороге 38Н-723 (Черкасское Поречное — Ивашковский), в 8 км от ближайшей ж/д станции Локинская (линия Льгов I — Подкосылев).
В 115 км от аэропорта имени В. Г. Шухова (недалеко от Белгорода).

## Достопримечательности
- Церковь Воздвижения Креста Господня (1831 года постройки)[8].